# Вуд, Джим
Джеймс Эдвард «Джим» Вуд (англ. James Edward "Jim" Wood; 13 октября 1952, Шерборн, Дорсет — 26 августа 2020) — британский биатлонист, участник Олимпийских игр. Кавалер Ордена Британской империи (2001).

## Карьера
На международных соревнованиях дебютировал в спринте на чемпионате мира 1977 года в норвежском Вингруме, где, допустив 6 промахов, финишировал 43-м. За свою карьеру принял участие в 5 чемпионатах мира. Лучшим личным результатом стало 27-е место, занятое в индивидуальной гонке в 1983 году в итальянском Антхольце.
В Кубке мира впервые принял участие в сезоне 1977/1978. На этапе в австрийском Хохфильцене в спринте Джим стал 25-м. Этот результат он так и не смог побить за все 6 лет своего участия в гонках Кубка мира.
Принял участие в двух зимних Олимпийских играх: 1980 года в Лейк-Плэсиде и 1984 года в Сараево. Дважды в составе эстафетной команды занимал 12-е место. Лучший личный результат — 14-е место в индивидуальной гонке на Олимпиаде в Сараево.
Умер 26 августа 2020 года от рака поджелудочной железы.

### Участие в чемпионатах мира
| Год  | Место проведения | Инд | Спр | Эст |
| 1977 | ЧМ Вингрум       | —   | 43  | —   |
| 1978 | ЧМ Хохфильцен    | 37  | —   | 13  |
| 1979 | ЧМ Рупольдинг    | —   | 48  | 13  |
| 1981 | ЧМ Лахти         | 45  | 35  | 16  |
| 1983 | ЧМ Антхольц      | 27  | —   | —   |

### Участие в Олимпийских играх
| Год  | Место проведения | Инд | Спр | Эст |
| 1980 | Лейк-Плэсид      | 25  | 40  | 12  |
| 1984 | Сараево          | 14  | 26  | 12  |